# Tebaldo Sessi
Tebaldo Sessi (1372 – Reggio Emilia, 1439) è stato un vescovo cattolico e giurista italiano.

## Biografia
Era figlio di Azzo e fratello del vescovo Ugolino, al quale succedette nella carica, nominato da papa Bonifacio IX.
Monaco benedettino, fu avviato agli studi giuridici e venne ricordato come benefattore e sapiente legislatore.
Morì nel 1439 e venne sepolto nella cattedrale di Reggio Emilia. Nel 1639 gli venne eretto un monumento funebre, collocato nella cattedrale stessa.